# Tiburcio Rodríguez y Muñoz
Tiburcio Rodríguez y Muñoz (Toledo, 1829-Madrid, 1906) fue un diplomático, político, periodista y escritor español.

## Biografía
Nació en 1829 en Toledo, hijo de un jefe del ejército y veterano de la guerra de la Independencia. Cursó latín y filosofía en el Colegio de Infantes de su ciudad natal. Instalada su familia en Madrid tras el final de la guerra de los siete años, emprendió la carrera de ingeniero, a la que renunció según Ossorio y Bernard por problemas de vista.
Con dieciocho años de edad entró como corrector de pruebas de francés en el Diccionario de Domínguez y más tarde contribuyó en la redacción del biográfico y geográfico de Gaspar y Roig, que dirigía Nemesio Cuesta. Fue redactor de El Estado, director de La Razón Española, además de redactor y director de La Política, hasta 1868, siendo al mismo tiempo asiduo colaborador de La América, fundada por Eduardo Asquerino.
Con el triunfo de la revolución de septiembre, fue nombrado oficial del Ministerio de Estado, ministro en el Japón, en Montevideo, en China y en Siam, llegando a la categoría de plenipotenciario de primera clase y terminando su carrera como consejero de Estado, cargo en el que permaneció muchos años hasta su jubilación. Fue miembro de la Sociedad Geográfica de Florencia, de la de Lisboa y de la Sociedad Asiática de Berlín. Publicó diversos estudios sobre la historia, geografía y sociedad de China y Japón, además de dar varias conferencias en la Sociedad Geográfica de Madrid y en el Círculo de Bellas Artes. Falleció el 15 de agosto de 1906 y fue enterrado en el cementerio de San Justo.